# Черноплёков, Николай Алексеевич
Николай Алексеевич Черноплёков (06.03.1930, Москва — 04.08.2008, там же) — советский и российский учёный (ядерная физика), член-корреспондент Российской академии наук (1991), дважды лауреат Государственной премии СССР (1976, 1986), заслуженный деятель науки РФ (2006).

## Биография
Окончил физико-химический факультет Московского химико-технологического института (1953) и до 1960 г. работал там же и учился в аспирантуре. В 1956 г. прикомандирован к ЛИПАН № 2.
С 1960 года научный сотрудник Института атомной энергии («Курчатовский институт»). В 1966 году защитил кандидатскую диссертацию.
С 1968 года руководитель отдела физики твёрдого тела.
В 1975 году защитил докторскую диссертацию, в 1983 году присвоено ученое звание профессора по кафедре физики и технического применения сверхпроводимости Московского инженерно-физического института.
После образования в составе научного центра «Курчатовский институт» Института сверхпроводимости и физики твердого тела — его первый директор, с 2002 года — почётный директор и научный руководитель.
В МИФИ читал курс лекций по современным проблемам сверхпроводимости и физики твёрдого тела.
Основные направления научной деятельности: экспериментальные установки для изучения упругого и неупругого рассеивания нейтронов, термодинамических и кинетических свойств металлов и сплавов.
Скоропостижно умер 4 августа 2008 г. Похоронен на Хованском кладбище.

## Награды
- Государственная премия СССР 1976 года — за разработку и промышленное производство новых материалов.
- Государственная премия СССР 1986 года — за методы исследования твердого тела на основе рассеяния нейтронов стационарных ядерных реакторов.